# Hrabstwo Shoshone
Hrabstwo Shoshone (ang. Shoshone County) – hrabstwo w stanie Idaho w Stanach Zjednoczonych. Obszar całkowity hrabstwa obejmuje powierzchnię 2635,50 mil² (6825,91 km²). Według szacunków United States Census Bureau w roku 2009 miało 12 660 mieszkańców. Jego siedzibą administracyjną jest Wallace.
Hrabstwo zostało założone 4 lutego 1864 r. z siedzibą w Pierce. W 1885 r. przeniesiono ją do Murray, w 1890 do Osburn, a w 1893 do Wallace. Nazwa pochodzi od plemienia Indian – Szoszonów.

## Miejscowości
- Kellogg
- Mullan
- Osburn
- Pinehurst
- Smelterville
- Wardner
- Wallace